# أليكس بلاكويل (لاعبة كريكت)
أليكس بلاكويل (31 أغسطس 1983 في أستراليا - ) (بالإنجليزية: Alex Blackwell) هي لاعبة كريكت أسترالية. شاركت مع منتخب أستراليا الوطني للكريكت. أما مع النوادي، فقد لعبت مع New South Wales Breakers ‏ وOtago Sparks ‏.

## وصلات خارجية
- أليكس بلاكويل على موقع إي آس بي آن كريك إنفو (الإنجليزية)